# Gilles Guérin
Gilles Guérin (Paris, 1606 - id. 1678) foi um escultor francês que trabalhou em numerosos palácios (Palais du Louvre, Château de Versailles, Château de Maisons-Laffitte) e que executou esculturas religiosas e túmulos.